# Cochise

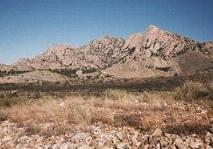
Montes Dragoon, donde Cochise se ocultó con sus guerreros.

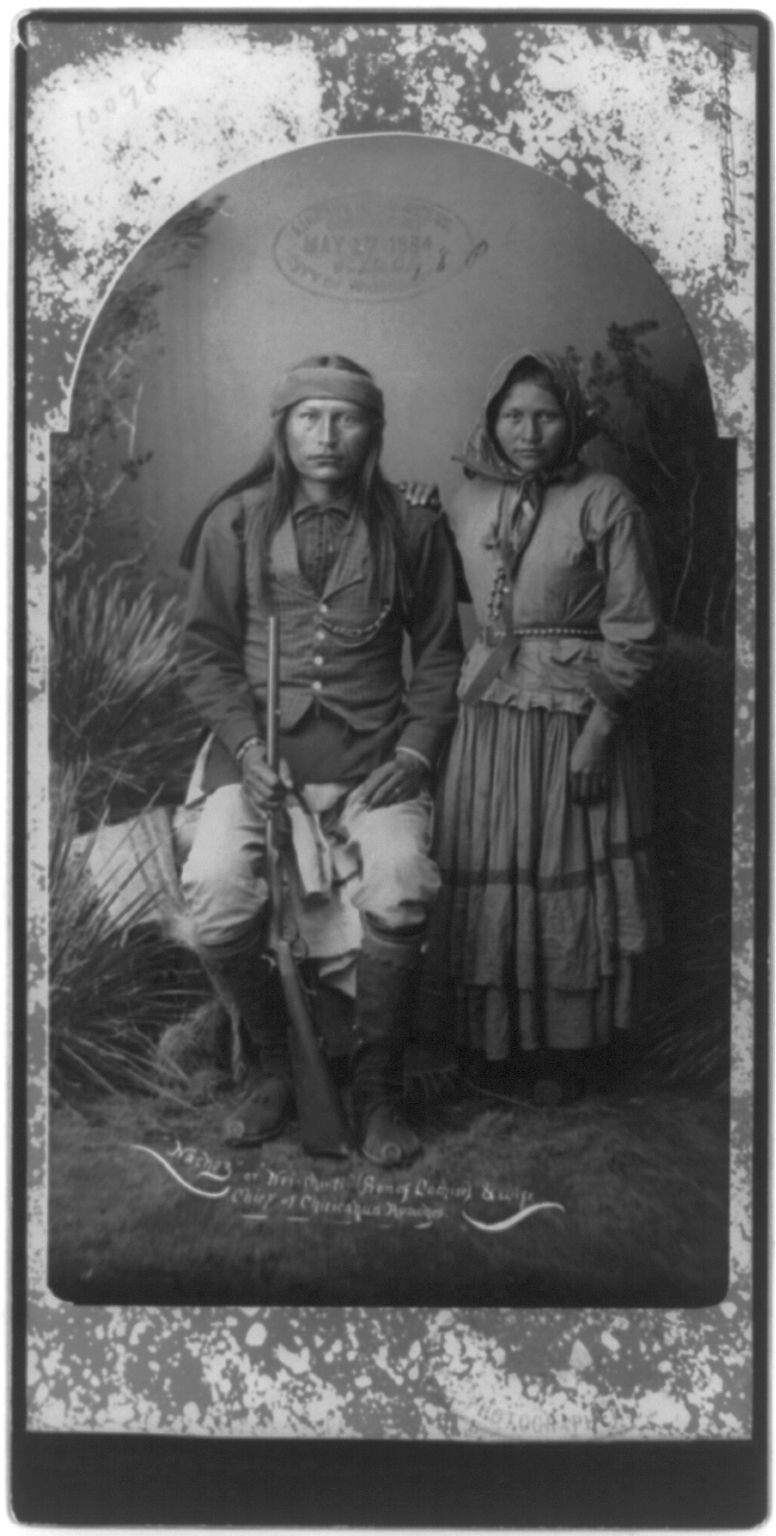
"Naches" o "Wei-chi-ti", hijo de Cochise, con su esposa. ca. 1884

Cochise, de nombre apache Shi-Kha-She (c. 1812 - 9 de junio de 1874), fue un jefe de los apaches chiricahua en Norteamérica que lideró una revuelta en 1861, dando así principio al episodio conocido como Guerras apaches. 

## Biografía
Cochise nació en la región de la sierra de Chiricahua, cuando esta pertenecía al Virreinato de Nueva España. En ese territorio se habían producido enfrentamientos importantes entre los mexicanos y los apaches desde 1831, hasta que fue anexado a los Estados Unidos después de la Intervención estadounidense en 1847. A partir de ese año comenzó un periodo de relativa tranquilidad. Cochise trabajaba como leñador en una parada de diligencias.
La paz finalizó cuando en 1861 un grupo de apaches se llevó el ganado de un colono y secuestró a su hijo de 12 años. Cochise fue erróneamente considerado el causante del incidente por el teniente Bascom, un oficial inexperto de 25 años que sólo llevaba cuatro meses destacado en territorio indio. Al mando de 50 soldados de infantería, citó a Cochise en Apache Pass para declarar. Cochise, que ignoraba el incidente del secuestro realizado ya que se encontraba a más de 100 kilómetros del lugar en el que se había realizado, creyendo que la invitación de Bascom era para concretar la convivencia entre indios y blancos en el territorio del noreste de Arizona, se presentó acompañado por su mujer, un hermano, dos sobrinos y sus dos hijos pequeños. Bascom estaba convencido de que el secuestro había sido obra de Cochise, lo acusó, no aceptó su alegato de que no estaba involucrado en ese hecho y lo arrestó junto con sus acompañantes.
Cochise se resistió y consiguió huir, herido por un disparo en una pierna. Tomó rehenes para poder negociar la entrega de sus compañeros que se encontraban todavía en prisión pero se crearon malentendidos, la desconfianza acabó creando una gran tensión y ambas partes acabaron matando a sus rehenes. Cochise se unió entonces a su suegro Mangas Coloradas, o Colorado, un jefe de los apaches mimbreños, y juntos llevaron a cabo numerosas incursiones en los terrenos de los colonos. Aquello ocasionó numerosas muertes en ambos lados. Cuando los apaches empezaron a dominar la situación, el mando militar estadounidense envió una expedición en busca de Cochise y su suegro.
En 1862, en el puerto de montaña denominado Apache Pass, Cochise y Colorado, con 500 hombres, defendieron su posición frente a 3000 voluntarios estadounidenses. Finalmente, el general en jefe hizo traer cañones, con los que consiguió tomar la posición de los apaches, que huyeron. Colorado fue apresado y asesinado en 1863. Cochise quedó solo como jefe de la insurrección apache. Él y sus hombres se retiraron hacia las montañas, donde pudieron esconderse. En la primavera de 1871 el comisionado de asuntos indios de Washington no logró reunirse con Cochise, que temió una traición. 
En abril de ese mismo año, unos apaches robaron ganado cerca de Tucson, causando la muerte a cuatro blancos. Los habitantes de la ciudad, al mando de William S. Oury, marcharon sobre el campamento de los apaches aravaipas en Camp Grant, matando a sus 144 habitantes, incluyendo mujeres y niños. La matanza provocó la enérgica protesta del presidente Ulysses S. Grant, que envió al comisionado Vicent Colyer a tratar de negociar con Cochise. Además, se transfirió al general George Crook a Arizona para tomar el mando militar del sudoeste. Crook no logró capturar a Cochise, que se refugió en Nuevo México rompiendo el cerco que le rodeaba junto con sus hombres.
Al año siguiente, el general Granger hizo saber a los chiricahua que se dispondría de una reserva para los apaches en los montes Mogollón, pero ellos se negaron a abandonar las tierras de sus antepasados, cuya propiedad les había sido garantizada mediante un tratado. Cochise consiguió escapar de nuevo a Arizona y reanudó las incursiones contra los colonos blancos. En septiembre de 1872, el general Oliver Otis Howard contactó con Cochise y le transmitió los deseos del presidente Grant de llegar a un acuerdo definitivo. Le acompañó un viejo amigo de Cochise, Tom Jeffords. El acuerdo alcanzado permitió que los apaches conservasen una reserva que comprendía los montes Chiricahua y el valle de Sulphur Spring, muy cerca de las Dragoon Mountains.
En la primavera de 1874 murió Cochise de causas naturales y lo sucede Gerónimo como jefe de los apaches.

## Impacto social

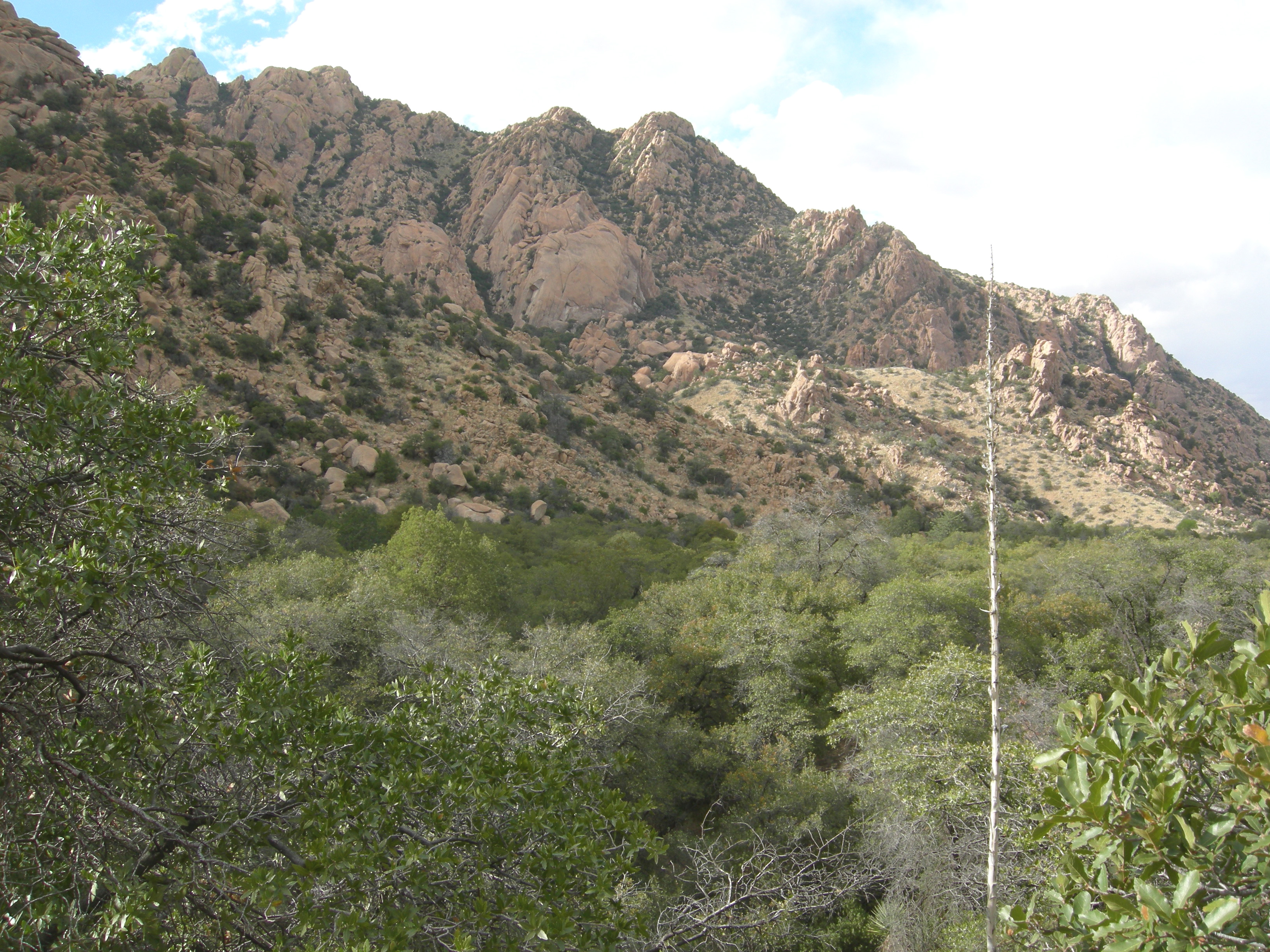
Refugio de Cochise en las Dragoon Mountains.

- El supergrupo de rock Audioslave compuso un tema titulado con su nombre. Cochise es uno de los temas más representativos de la banda anteriormente integrada por Chris Cornell, Tom Morello, Tim Commerford y Brad Wilk.

- Mike Oldfield compuso un tema para su disco Guitars (1999) llamado «Cochise».

- Los cinco primeros álbumes del cómic Teniente Blueberry, de Jean-Michel Charlier (guionista) y Jean Giraud (dibujante), están dedicados a las guerras apaches, con Cochise como uno de los personajes principales.